# Pokémon Stadium 2
Pokémon Stadium 2, w Japonii jako Pokémon Stadium Kin Gin (jap. ポケモンスタジアム金銀 Pokemon Sutajiamu Kin Gin; dosł. „Pokémon Stadium Gold Silver”) – komputerowa gra strategiczna wydana przez Nintendo w 2000 roku na konsoli Nintendo 64. W grze tej występuje wszystkie 251 Pokémonów z ich pierwszej i drugiej generacji. W Ameryce Północnej i Europie została wydana jako Pokémon Stadium 2, ponieważ była to druga gra z cyklu Stadium wydana na tych rynkach. W Japonii, pod tym tytułem, została wcześniej wydana inna gra, a ta gra, będąca tam trzecią grą z tej serii, otrzymała tytuł Pokémon Stadium Kin Gin.

## Rozgrywka
Gra, podobnie jak poprzednia z tego cyklu Pokémon Stadium, nie posiada fabuły. Postęp w grze gracz może uzyskać przez wygrywanie Pucharów (Cups) na Stadionie i ukończenie Gym Leader Castle. Po wygraniu wszystkich Pucharów i przejściu Gym Leader Castle pojawia się rywal gracza. Pokonanie rywala odblokowuje 2. rundę, w której gracz ponownie musi przejść Stadion, Gym Leader Castle i rywala, co kończy grę.

### Stadion (Stadium)
Turnieje Pokémonów odbywają się na Stadionie. Można wziąć udział w czterech pucharach (Cups). Każda runda składa się z ośmiu walk 3-na-3 Pokémony, a puchar (z wyjątkiem Little i Prime Cup) składa się z czterech rund, nazwanych po Poké Ballach (Poké Ball, Great Ball, Ultra Ball, Master Ball), które muszą zostać wygrane, aby zdobyć puchar.

## Kompatybilność z Game Boy
Gra ta była zgodna zarówno z pierwszą generacją gier na Game Boya: Pokémon Red, Blue i Yellow, jak i drugą generacją: Pokémon Gold, Silver i Crystal.
Aby połączyć się z tymi grami konieczny był Transfer Pak, do którego można było włożyć kartridż z grą z Game Boya. Transfer Pak nie był dołączany do tej gry, należało go dokupić oddzielnie (lub z poprzednią grą z tej serii: Pokémon Stadium).
Gra odczytywała grę i zapis pozwalając na import Pokémonów z gry na Game Boya i użycie ich w tej grze, oraz ich późniejszy eksport z powrotem do tamtej gry.
Gra z Transfer Pakiem pozwala również grać w gry Pokémon Red, Blue i Yellow oraz Gold, Silver i Crystal na ekranie TV przy użyciu konsoli Nintendo 64.